# Vipera anatolica
Vipera anatolica Eiselt & Baran, 1970 è un serpente appartenente alla famiglia Viperidae, endemico della Turchia.

## Biologia
Questa specie è lunga circa 60 cm.

## Distribuzione e habitat
La specie è endemica della Turchia sud-occidentale.